# Zapaliczka cuchnąca
Zapaliczka cuchnąca, zakrzewka cuchnąca, asant cuchnący, asafetyda (Ferula assa-foetida) – gatunek rośliny z rodziny selerowatych. Występuje na piaszczystych i kamienistych pustyniach w północnych rejonach Indii, w Iranie i Afganistanie, niekiedy jest uprawiana w południowej Europie.

## Morfologia
BylinaW górnej części rozłożysta, do 1-1,5 m wysokości i intensywnej, niemiłej woni. Grubość łodygi dochodzi do 8 cm średnicy
LiścieWielkie, do 1 m długości, wielokrotnie parzystosieczne
KwiatyDrobne, zebrane w kuliste żółte, żółtozielone baldachy. Okres kwitnienia przypada na kwiecień–maj
OwocW kolorze brązowym, do 3 cm długości, w kształcie jajowato-eliptycznym, owłosiony, rozpadający się na dwie rozłupki
KorzeńTypu burakowego, gruby i mięsisty, co roku wydaje nową, dość szybko więdnącą rozetę liściową, z której wyrasta łodyga

## Zastosowanie
- Roślina lecznicza, stosowana w lecznictwie ludowym. W korzeniach i kłączach zawarty jest sok mleczny, w którym znajduje się gumożywica tzw. asa foetida, zwana inaczej asafetydą stosowaną w lecznictwie. Lek używany jest między innymi przeciw histerii, w żółtaczce, w przypadku puchliny wodnej, w chorobach żołądka. W małych ilościach pobudza trawienie i działa uspokajająco.
Skutki uboczne – mogą występować podrażnienia układu przewodu pokarmowego.

- Roślina przyprawowa. Do tego celu służy stężała, zbrylona gumożywica (asafetyda). W początkowej fazie jest w kolorze szarożółtym, następnie czerwonobrunatnym. Używana w formie drobno ziarnistej lub jako proszek. Posiada ostry i gorzkawy smak. W swym zapachu trochę podobna do zapachu czosnku.

## Zbiór
Gumożywicę (asafetyda) pozyskuje się poprzez nacięcie górnej części korzeni, które nacina się kilka razy w roku. Na wolnym powietrzu wypływający sok mleczny tężeje w bryły, o masie dochodzącej nawet do 1 kg.